# Barend is weer bezig
Barend is weer bezig is een Nederlands televisieprogramma geschreven en geregisseerd door Wim T. Schippers, Wim van der Linden, Gied Jaspars en Ruud van Hemert en uitgezonden door de VPRO in 1972-1973. Het programma werd geproduceerd door Ellen Jens. Er werden vier reguliere afleveringen en een kerstspecial uitgezonden en zorgden voor veel controverse, met name een scène waarin koningin Juliana werd bespot.

## Ontstaan
Het televisieprogramma werd gebouwd rond het personage Barend Servet, gespeeld door IJf Blokker, die voor het eerst was verschenen in De Fred Haché Show in 1971. Andere personages die terugkeerden van de Haché Show waren Sjef van Oekel (gespeeld door Dolf Brouwers) en Fred Haché (gespeeld door Harry Touw). 
Op de typische manier van Schippers ontleende het programma, net als zijn voorganger, zijn komische effecten aan platte humor, dwaze kostuums of naaktheid, chaos en absurdisme; het combineerde het triviale en banale met controversiële inhoud. Er waren vier afleveringen en een kerstspecial, "Waar heb dat nou voor nodig?". Voor de kerstspecial werden twee nummers geschreven door Wim T. Schippers en Clous van Mechelen voor Dolf Brouwers, "Vette jus" en "Juliana onze vorstin".

## Uitzendingen
| Aflevering | Titel                     | Uitzenddatum     |
| ---------- | ------------------------- | ---------------- |
| 1          | De huwelijksadvertentie   | 23 november 1972 |
| 2          | Barend blijft aan de gang | 14 december 1972 |
| 3          | Huldiging van onze held   | 25 januari 1973  |
| 4          | Barend in België          | 29 maart 1973    |

## Dvd
De vier afleveringen en de kerstspecial werden op dvd uitgebracht als deel 3 van Televisiepraktijken van Wim T. Schippers - sinds 1962. Op de dvd staat ook bonusmateriaal met De ondergang van de Onan(april 1976) en Echo's uit het Alpendal (augustus 1976).